# Знаки зодіаку
Знаки зодіаку — це певні рівні відрізки, на які за певною системою поділено річний шлях Сонця небосхилом.
Екліптика може бути поділена на різну кількість секторів різного розміру, проте історично домінуючим став її поділ на 12 рівних частин, які і називаються знаками Зодіаку.

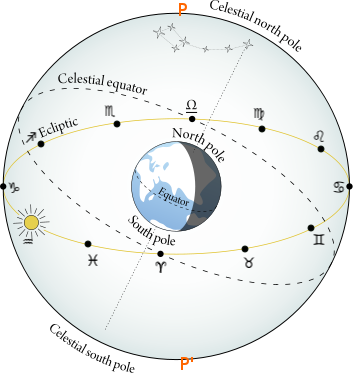
Дванадцять знаків тропічного зодіаку. Кожна точка є початком знаку. Екліптика розділена на 30ºні сектори. Перетин небесного екватора і екліптики визначає точки рівнодення: перший градус Овна і Терезів. На цій ілюстрації Сонце знаходиться на початку Водолія.

У західній астрології астрологічні знаки є дванадцятьма 30° секторами екліптики, починаючи з точки весняного рівнодення (один з перетинів екліптики з небесним екватором), також знана як перший градус Овна. Порядок астрологічних знаків такий: Овен, Телець, Близнюки, Рак, Лев, Діва, Терези, Скорпіон, Стрілець, Козоріг, Водолій і Риби.
Поняття зодіаку відоме з часів вавилонської астрології.
З геоцентричної точки зору, дванадцять секторів екліптики складають астрологічну основу при визначенні координат небесних тіл, наприклад, Сонце у 23° Овна (23° довготи), Місяць у 7° Скорпіона (217° довготи), або Юпітер у Рибах 29° (359° довготи). Окрім небесних тіл, координати інших важливих астрологічних точок (а саме, Асценденту, МС, вершини решти астрологічних домів, Vertex) пов'язані не лише з екліптичною системою координат, а й з географічним розташуванням і часом.
На даний час різні системи астрології використовують різні підходи до вимірювання та поділу небосхилу, хоча традиційні назви знаків зодіаку і символи залишаються незмінними. Західна астрологія базує поділ екліптики на точках рівнодень та сонцестоянь (точки, пов'язані з найдовшим, рівними по тривалості і найкоротшим днями (тропічний рік)), в той час як ведична астрологія вимірює по екваторіальній площині (зоряний рік).
Спільною рисою всіх: західної (європейської), ведичної (індійської або Джйотиш) та азійської астрологічних традицій є особливе врахування Асценденту та знаку зодіаку, який внаслідок добового обертання Землі сходить з-за обрію на східному горизонті в момент, на який астролог розраховує карту (народження, події та ін.).

Атлас небесної сфери
----
Сімейства сузір'їв:
Великої Ведмедиці
Персея
Геркулеса
Небесних вод
Зодіака
Оріона
Байєра
Лакайля
···· Екліптика

| Великої Ведмедиці Персея Геркулеса Небесних вод | Зодіака Оріона Байєра Лакайля |

## Історія виникнення
| укр. Зодіак       | Овен                                              | Телець                                                              | Близнюки | Рак                             | Лев                                  | Діва                | Терези                            | Скорпіон                              | Стрілець       | Козоріг                                                | Водолій                            | Риби                                                              |
| ----------------- | ------------------------------------------------- | ------------------------------------------------------------------- | -------- | ------------------------------- | ------------------------------------ | ------------------- | --------------------------------- | ------------------------------------- | -------------- | ------------------------------------------------------ | ---------------------------------- | ----------------------------------------------------------------- |
| лат. Zodiacus     | Aries                                             | Taurus                                                              | Gemini   | Cancer                          | Leo                                  | Virgo               | Libra                             | Scorpius                              | Sagittarius    | Capricornus                                            | Aquarius                           | Pisces                                                            |
| дав.-гр. ζῳδιακός | Κριός                                             | Ταύρος                                                              | Δίδυμοι  | Καρκίνος                        | Λέων                                 | Παρθένος            | Ζυγός                             | Σκορπιός                              | Τοξότης        | Αιγόκερως                                              | Υδροχόος                           | Ιχθείς                                                            |
| Знак зодіаку      |                                                   |                                                                     |          |                                 |                                      |                     |                                   |                                       |                |                                                        |                                    |                                                                   |
| Міфічний персонаж |                                                   |                                                                     |          |                                 |                                      |                     |                                   |                                       |                |                                                        |                                    |                                                                   |
| Катастеризм       | Літаючий золотий баран, з якого зняли Золоте руно | Критський бик, в якого перетворився Зевс і був приборканий Гераклом | Діоскури | Рак, що поранив в п'яту Геракла | Немейський лев, якого задушив Геракл | Деметра (Персефона) | Терези правосуддя, атрибут Феміди | Скорпіон, від укусу якого помер Оріон | Кентавр Кротос | Амальтея, яка своїм молоком вигодувала Зевса (або Пан) | Кекропс (або Ганімед чи Девкаліон) | Афродіта та Ерос, які, рятуючись від Тифона, перетворилися на риб |

## Астрономія
| Зодіак                                 | Овен                            | Телець                          | Близнюки                         | Рак                             | Лев                             | Діва                            | Терези                           | Скорпіон                       | Стрілець                         | Козоріг                         | Водолій                          | Риби                            |
| Просторові характеристики              | Просторові характеристики       | Просторові характеристики       | Просторові характеристики        | Просторові характеристики       | Просторові характеристики       | Просторові характеристики       | Просторові характеристики        | Просторові характеристики      | Просторові характеристики        | Просторові характеристики       | Просторові характеристики        | Просторові характеристики       |
| -------------------------------------- | ------------------------------- | ------------------------------- | -------------------------------- | ------------------------------- | ------------------------------- | ------------------------------- | -------------------------------- | ------------------------------ | -------------------------------- | ------------------------------- | -------------------------------- | ------------------------------- |
| Зодіакальне сузір'я та екліптика (—)   | Сузір'я Овна (Ari)              | Сузір'я Тельця (Tau)            | Сузір'я Близнят (Gem)            | Сузір'я Рака (Can)              | Сузір'я Лева (Leo)              | Сузір'я Діви (Vir)              | Сузір'я Терезів (Lib)            | Сузір'я Скорпіона (Sco)        | Сузір'я Стрільця (Sgr)           | Сузір'я Козерога (Cap)          | Сузір'я Водолія (Aqr)            | Сузір'я Риб (Psc)               |
| Сектор екліптичної довготи (λ)         | 24,7°                           | 36,7°                           | 27,9°                            | 20,1°                           | 35,7°                           | 44,1°                           | 23,0°                            | 6,7°                           | 33,3°                            | 28,0°                           | 24,0°                            | 37,2°                           |
| Часові характеристики                  |                                 |                                 |                                  |                                 |                                 |                                 |                                  |                                |                                  |                                 |                                  |                                 |
| Період перебування Сонця в сузір'ї     | 19 квітня — 13 травня           | 14 травня — 19 червня           | 20 червня — 20 липня             | 21 липня — 9 серпня             | 10 серпня — 15 вересня          | 16 вересня — 30 жовтня          | 31 жовтня — 22 листопада         | 23 листопада — 29 грудня       | 18 грудня — 18 січня             | 19 січня — 15 лютого            | 16 лютого — 11 березня           | 12 березня — 18 квітня          |
| Тривалість перебування Сонця в сузір'ї | {\displaystyle \approx } 25 діб | {\displaystyle \approx } 37 діб | {\displaystyle \approx } 31 доба | {\displaystyle \approx } 20 діб | {\displaystyle \approx } 37 діб | {\displaystyle \approx } 45 діб | {\displaystyle \approx } 23 доби | {\displaystyle \approx } 7 діб | {\displaystyle \approx } 32 доби | {\displaystyle \approx } 28 діб | {\displaystyle \approx } 24 доби | {\displaystyle \approx } 38 діб |

## Астрологія

### Використання в західній астрології

#### Зодіакальна карта та календар
| Зодіак                                               | Овен                      | Телець                    | Близнюки                  | Рак                       | Лев                       | Діва                      | Терези                    | Скорпіон                  | Стрілець                  | Козоріг                   | Водолій                   | Риби                      |
| Просторові характеристики                            | Просторові характеристики | Просторові характеристики | Просторові характеристики | Просторові характеристики | Просторові характеристики | Просторові характеристики | Просторові характеристики | Просторові характеристики | Просторові характеристики | Просторові характеристики | Просторові характеристики | Просторові характеристики |
| ---------------------------------------------------- | ------------------------- | ------------------------- | ------------------------- | ------------------------- | ------------------------- | ------------------------- | ------------------------- | ------------------------- | ------------------------- | ------------------------- | ------------------------- | ------------------------- |
| Умовний сектор екліптичної довготи (a ≤ λ = 30° < b) | 0° — 30°                  | 30° — 60°                 | 60° — 90°                 | 90° — 120°                | 120° — 150°               | 150° — 180°               | 180° — 210°               | 210° — 240°               | 240° — 270°               | 270° — 300°               | 300° — 330°               | 330° — 360°               |
| Часові характеристики                                |                           |                           |                           |                           |                           |                           |                           |                           |                           |                           |                           |                           |
| Умовний період дії                                   | 21 березня — 20 квітня    | 21 квітня — 20 травня     | 21 травня — 21 червня     | 22 червня — 22 липня      | 23 липня — 23 серпня      | 24 серпня — 22 вересня    | 23 вересня — 23 жовтня    | 24 жовтня — 22 листопада  | 23 листопада — 21 грудня  | 22 грудня — 20 січня      | 21 січня — 19 лютого      | 20 лютого — 20 березня    |
| Умовна тривалість дії                                | 31 доба                   | 30 діб                    | 32 доби                   | 31 доба                   | 32 доби                   | 30 дiб                    | 31 доба                   | 30 діб                    | 29 діб                    | 30 діб                    | 30 діб                    | 29(30) діб                |
| Пора року в Північній півкулі                        | Весна                     | Весна                     | Весна                     | Літо                      | Літо                      | Літо                      | Осінь                     | Осінь                     | Осінь                     | Зима                      | Зима                      | Зима                      |
| Пора року в Південній півкулі                        | Осінь                     | Осінь                     | Осінь                     | Зима                      | Зима                      | Зима                      | Весна                     | Весна                     | Весна                     | Літо                      | Літо                      | Літо                      |

зодіакальне коло
----
22 січня дата вступу знаку зодіаку в дію (проти годинникової стрілки)30° граничні межі сектору екліптичної довготи🠄 напрямок річного руху сонця🠆 напрямок щоденного руху неба

У західній астрології зодіаком вважається умовний сектор небосхилу з центральним кутом в 30°, який відповідно становить {\displaystyle {\begin{matrix}{\frac {1}{12}}\end{matrix}}} екліптичної довготи, вздовж якої центр сонячного диска протягом року пересувається серед зірок. Схематично екліптика в астрології представлена у вигляді зодіакального кола, поділеного на 12 рівних секторів, кожному з яких відповідає певний зодіак та є основою астрологічної карти (гороскопа) та календаря. Початком зодіакального кола (першим зодіаком), а також відповідно і початком тропічного року вважається точка весняного рівнодення, зокрема, момент перетину екліптики з небесним екватором. Далі зодіаки слідують по ходу річного руху Сонця у визначеній послідовності і тривалості. Пори року відраховуються від точок сонцестояння (зима, літо) та рівнодення (осінь, весна), які схематично поділяють зодіакальне коло на чотири рівні сектори з центральним кутом в 90° (квадрант).

#### Мантика
Кожному зодіаку приписуються певні метафізичні властивості, які відіграють головну роль в західній астрології при «провіщанні долі» людини і розвитку майбутніх подій. Для розрахунку та складання подібних астрологічних «прогнозів», зазвичай, достатньо лише відомостей про місце, місцеву дата та час народження особи чи початку події, а також дані розташування небесних тіл по відношенню до зодіака у заданий момент часу.

##### Полярність і стихія
| ― Вогонь― Повітря | ― Вода― Земля |

Трипліцитети стихій (тригони):
----
― Вогонь― Повітря
― Вода― Земля

Кожен із астрологічних зодіакальних знаків пов'язаний з одним з класичних елементів (стихією) об'єднується в тригони (трипліцитети), які в свою чергу згруповані у відповідності до полярністі: вогонь і повітря вважаються позитивними або екстравертами, з чоловічими ознаками; в той час як вода і земля рахуються негативними або інтровертами, з жіночими якостями. Зодіаки, які належать до однієї стихії (тригону), в зодіакальному колі розташовані один стосовно другого під кутом 120°. Стихії в західній астрології розглядаються як прямі еквіваленти типам особистості за класифікацією Гіппократа.
| Полярність                    | Елемент (стихія) | Символ | Півкуля Землі | Якість (Арістотель) | Темперамент | Властивості (ключові слова)                 | Склад тригонів              |
| ----------------------------- | ---------------- | ------ | ------------- | ------------------- | ----------- | ------------------------------------------- | --------------------------- |
| Позитивні (самовираження)     | Вогонь           |        | Південна      | гарячий + сухий     | Холерик     | Ентузіазм; самопросування; переконання      | Овен, Лев та Стрілець       |
| Позитивні (самовираження)     | Повітря          |        | Східна        | гарячий + вологий   | Сангвінік   | Комунікація; соціалізація; концептуалізація | Близнюки, Терези та Водолій |
| \|Негативні (самодостатність) | Вода             |        | Західна       | холодний + вологий  | Меланхолік  | Емоції; співпереживання; чутливість         | Рак, Скорпіон та Риби       |
| \|Негативні (самодостатність) | Земля            |        | Північна      | холодний + сухий    | Флегматик   | Практичність; обережність; матеріалізм      | Телець, Діва та Козоріг     |

##### Модальність

Квадрупліцитети модальностей:
----
― Кардинальні знаки― Фіксовані знаки― Мутабельні знаки

Кожен з чотирьох елементів проявляється в трьох формах (модальностях): кардинальній (поворотні), фіксованій (постійні) і мутабельній (перехідні). До кожної модальності згруповані чотири зодіака, відомі як квадрупліцитети, іноді, завдяки розташуванню в зодіакальному колі, їх називають хрестом. Зодіаки, які належать до одного квадрупліцитету, розташовані в колі один стосовно одного під кутом 90°. У кардинальному хресті кожна стихія інтенсивно починає свій розвиток, у фіксованому досягає максимуму і стабільності, а в мутабельному — слабшає та розсіюється. Так наприклад, знак Овен — початок стихії Вогонь, Лев — максимум стихії Вогонь, Стрілець — занепад стихії Вогонь.
| Модальність  | Символ | Період сезону | Властивості (ключові слова)                                 | Склад квадрупліцитетів           |
| ------------ | ------ | ------------- | ----------------------------------------------------------- | -------------------------------- |
| Кардинальний |        | Початок       | Дієвість; динамічність; ініціативність; значна рушійна сила | Овен, Рак, Терези та Козоріг     |
| Фіксований   |        | Середина      | Опір змінам; значна сила волі; неухильність                 | Телець, Лев, Скорпіон та Водолій |
| Мутабельний  |        | Кінець        | Адаптивність; гнучкість; кмітливість                        | Близнюки, Діва, Стрілець та Риби |

##### Інші традиційні класифікації

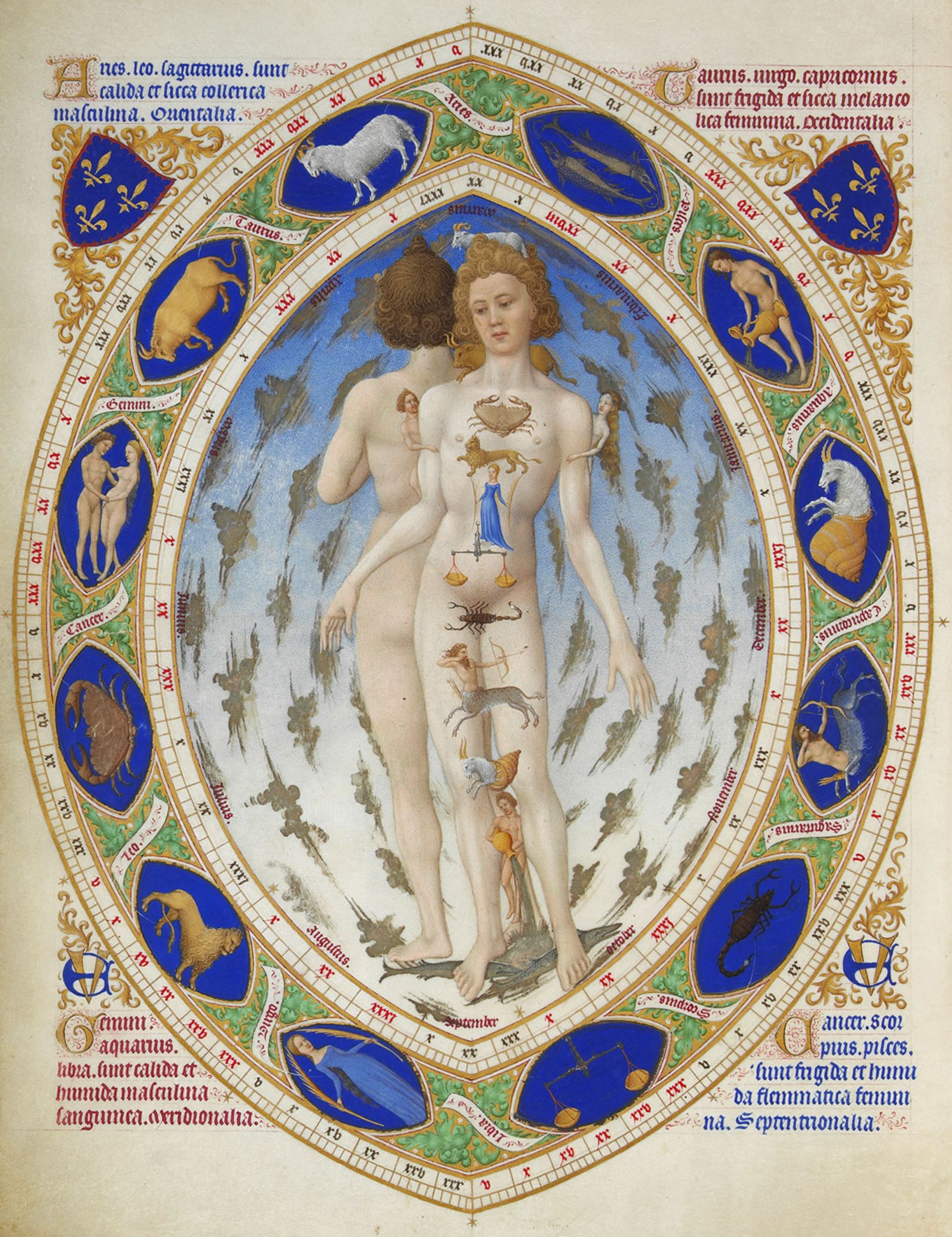
Анатомія людини і знаки зодіаку

Наступним є угрупування знаків на знаки північні(від Овна до Діви) та південні (від Терезів до Риб), а також за сторонами світу на східні, західні, північні і південні.
Знаки також поділяються на знаки косого (або швидкого) сходження (від Козорога до Близнюків) та знаки прямого (або повільного) сходження (від Рака до Стрільця). Кожен знак прямого сходження сходить близько двох годин щонайменше, і навіть довше, натомість знаки косого сходять значно швидше (наприклад, Овен мине асцендент приблизно за 48 хвилин).
Знаки, чиї сезонні години рівні, називають знаками антисів. Знаки зодіаку розподіляються на командуючі та підлеглі. Також знаки зодіаку мають повну відповідність тілу людини і тварин. Не менш важливим є згрупування знаків зодіаку за ознаками: знаки плідні, малоплідні та безплідні; голосного голосу та німі; знаки вираженої краси; знаки людські та диких тварин та ін. Здавна відома повна відповідність знаків зодіаку до частин тіла людини і тварин; також знаки зодіаку докладно описують місця, країни (Ліллі).

##### Планетарне управління знаком
У західній астрології кожен трипліцитет має декілька планетарних правителів. Класифікація відповідно до елемента має суттєве астрологічне значення; деякі астрологи починають інтерпретацію натальної карти, вивчаючи баланс елементів, враховуючи позиції світил, планет і кутів карти (особливо Сонця, Місяця і Асцендента), визначаючи, наприклад темперамент натива.
Планетарне управління знаком є відображенням зв'язку між планетою і знаком. Система управителів має п'ять рівнів:
- доміциль (володарювання, обитель, домівка, керування)
- екзальтація (велич, вивищення, звеличення)
- тригон (трипліцитет; має три управителі)
- терм (межа, границя)
- декан (фас, лик, обличчя)

| Зодіак      | Овен           | Телець         | Близнюки          | Рак    | Лев    | Діва              | Терези         | Скорпіон      | Стрілець | Козоріг | Водолій       | Риби            |
| ----------- | -------------- | -------------- | ----------------- | ------ | ------ | ----------------- | -------------- | ------------- | -------- | ------- | ------------- | --------------- |
| Доміциль    | Марс           | Венера (Земля) | Меркурій          | Місяць | Сонце  | Меркурій (Церера) | Венера (Ерида) | Марс (Плутон) | Юпітер   | Сатурн  | Сатурн (Уран) | Юпітер (Нептун) |
| Екзальтація | Сонце          | Місяць         | Меркурій (Церера) | Юпітер | Плутон | Меркурій          | Сатурн         | Уран          | Ерида    | Марс    | Нептун        | Венера          |
| Вигнання    | Венера (Ерида) | Плутон         | Юпітер            | Сатурн | Уран   | Нептун            | Марс           | Венера        | Меркурій | Місяць  | Сонце         | Церера          |
| Падіння     | Сатурн         | Уран           | Ерида             | Марс   | Нептун | Венера            | Сонце          | Місяць        | Церера   | Юпітер  | Плутон        | Меркурій        |

Планета, перебуваючи у будь-якому з цих п'яти згаданих позицій керування знаком: доміцилі, величі, трипліцітеті, термі чи декані, має гідність (честь, достоїнство, достойність) такого ж рівня. Планета, яка управляє знаком, є найважливішим правителем і є диспозитором будь-якого небесного тіла, що потрапить у цей знак.
Достоїнство планети означає, що планета, особливоо в управлінні знаком, може проявлятись згідно своєї природи та реалізувати ті сфери, за які вона відповідає в даній карті.
Також планети, розташовані у знаках зодіаку, протилежних до їх доміцилю чи екзальтації, набувають есенційної «слабкості» через позиції вигнання чи падіння. Якщо ж планета в знаку не має жодного з достоїнств, то її називають пілігримом. У традиційній західній астрології кожним знаком править одна і тільки одна із семи видимих планет та світил (зауважимо, що в астрології Сонце і Місяць називаються світилами, в той час як інші тіла називаються планетами, що буквально означає мандрівні, тобто блукаючі зірки, на відміну від нерухомих зірок). Окремі знаки є місцями екзальтації (і відповідно, падіння) планет та світил.
Сучасна західна астрологія на відміну від традиційної використовує різні моделі управління знаками. Відкриті не так давно планети призначаються як правителі та співправителі (подвійне управління), для нічних чи денних карт (поняття, ймовірно, бере свій початок від еліністичної концепції астрологічних сект), та залежно від інших ознак. Найпоширенішою стала схема управителів, де Уран було призначено правлячою планетою Водолія, Нептун — Риб, а Плутон — Скорпіона. Окремі астрологічні школи модернової астрології призначають правителями знаків і астероїди, і карликові планети. (Агафонов)
Давні астрологи не лише групували знаки зодіаку за певними спільними рисами, а й ділили знаки на менші складові частини. Кожен знак ділиться на п'ять нерівномірних частин, яким завідують п'ять планет, за винятком світил. Ці ділянки названі термами (лат.termini). На сьогодні відомі три системи термів: халдейські, єгипетські і т.зв. птолемеєві (у кількох версіях). Клавдій Птолемей, Тетрабіблос. Терми широко використовуються у різноманітних описових та прогностичних техніках. Відомі й інші варіанту поділу знаків: 
- на три рівні частини- деканати, або фаси, (або обличчя)
- додекатеморії (поділ на 12 рівних частин) (Доротей Сідонський),
- новенарії (поділ на 9 рівних частин)
- та класифікація градусів (темні, світлі, пусті, жіночі, чоловічі тощо)[9] (Абумашар, Бонатті).

#### Роль знаків
Знаки зодіаку, маючи власні якості, здатні модифікувати природу планет, збільшують або зменшують есенційну природу планет, які знаходяться безпосередньо у знаку, відіграють значну роль в інтерпретації «взаємин» планет, їх взаємодії. На основі планетарного управління знаками базується теорія астрологічних рецепцій.

### Використання в сидеричних системах астрології
Індійська джйотіша та тибетська карці також використовують дванадцять зодіакальних знаків-раші (Rāśi) по 30 градусів кожен, як і західна астрологія.
В індійській астрології є п'ять елементів: вогонь, земля, повітря, вода і акаша (ефір, простір) . Вогнем керує Марс, в той час як Меркурій -землею, Сатурн — повітрям, Венера- водою, і Юпітер простором. Але тут також використовують поділ екліптики на 27 накшатр по 13°20’ (іноді вводять 28 накшатру) або місячні стоянки, за кількістю днів сидеричного місяця (27,3 дні).

### Використання в китайській астрології
Китайський зодіак широко поширений в ряді країн Східної Азії, який пов'язує відповідний рік з певною твариною і її атрибутами.
Використання слова «зодіак» відображає деякий зв'язок з західними знаками зодіаку: цикл тут також розділений на 12 частин, і більшість з них пов'язані з якою-небудь твариною. Однак є істотні відмінності: по-перше, у китайському зодіаку розподіл йде по роках, а не по місяцях, по-друге, тварини не пов'язані з сузір'ями і не прив'язані до небесної сфери.